# جو ستيفنسون (لاعب كرة قاعدة)
جو ستيفنسون (بالإنجليزية: Joe Stephenson)‏ هو لاعب كرة قاعدة أمريكي، ولد في 30 يونيو 1921 في ديترويت في الولايات المتحدة، وتوفي في 20 سبتمبر 2001 في فوليرتون في الولايات المتحدة.

## وصلات خارجية
- جو ستيفنسون على موقع دوري كرة القاعدة الرئيسي (الإنجليزية)
- جو ستيفنسون على موقعبيزبول رفرنس.كوم (الدوري الرئيسي) (الإنجليزية)